# Tsumetai Umi/Start in My Life
"Tsumetai Umi/Start in My Life (冷たい海/Start in My Life)" là đĩa đơn thứ 7 của Kuraki Mai, được phát hành vào 7 tháng 2 năm 2001.

## Danh sách bài hát
Tất cả lời bài hát được viết bởi Kuraki Mai.
| CD  | CD                                                      | CD         |
| STT | Nhan đề                                                 | Thời lượng |
| --- | ------------------------------------------------------- | ---------- |
| 1.  | "Tsumetai Umi (冷たい海)"                               |            |
| 2.  | "Start in My Life"                                      |            |
| 3.  | "Never Gonna Give You Up: Never Never Land Mix One"     |            |
| 4.  | "Tsumetai Umi (Instrumental) (冷たい海 (Instrumental))" |            |
| 5.  | "Start in My Life (Instrumental)"                       |            |

## Bảng xếp hạng

### Oricon Sales Chart
| Phát hàng               | Bảng xếp hạng                      | Vị trí cao nhất | Ngày đầu/Tuần bán | Tổng mức bán | Thời gian |
| ----------------------- | ---------------------------------- | --------------- | ----------------- | ------------ | --------- |
| ngày 7 tháng 2 năm 2001 | Bảng xếp hạng đĩa đơn Oricon ngày  |                 |                   |              |           |
| ngày 7 tháng 2 năm 2001 | Bảng xếp hạng đĩa đơn Oricon tuần  | #2              | 200,480           | 356,310      | 11 tuần   |
| ngày 7 tháng 2 năm 2001 | Bảng xếp hạng đĩa đơn Oricon tháng |                 |                   |              |           |
| ngày 7 tháng 2 năm 2001 | Bảng xếp hạng Oricon năm           | #52             |                   | 356,310      |           |